# ゲーテ・リンク天文台
ゲーテ・リンク天文台 (Goethe Link Observatory) はインディアナ州ブルックリンにある天文台である。天文台コードは760。インディアナ大学ブルーミントン校が所有し、インディアナ天文協会が運営している。

## 概要
この天文台の名前は設立者であり、インディアナポリスの外科医でもあるゲーテ・リンクにちなむ。建設は1937年に始まり、1939年からは望遠鏡による観測を始めた。1948年に天文台はインディアナ大学に譲渡された。
1949年から1966年まで、小惑星を観測するインディアナ小惑星計画 (Indiana Asteroid Program) がゲーテ・リンク天文台のCooke Tripletを使用したf/6.510インチ望遠鏡を用いて行われ、119個の小惑星を発見した。
しかし、1960年代頃に光害が悪化すると、モーガン郡とモンロー郡の境界にあるモーガン＝モンロー州立森林内にモーガン＝モンロー天文台 (Morgan-Monroe Station/MMS) を建てた。現在、インディアナ大学はアリゾナ州ツーソンにあるキットピーク国立天文台にあるWIYN天文台の3.5m望遠鏡や0.9m望遠鏡で研究・調査を継続している。
この天文台に関する名称のついた小惑星として、小惑星 (1602) インディアナと小惑星 (1728) ゲーテ・リンクがこの天文台で発見された。インディアナは1950年3月14日に発見され、ゲーテ・リンクは1964年10月12日に発見された。